# Кларк, Джоан
Джоан Элизабет Лоузер Кларк (англ. Joan Elisabeth Lowther Clarke, в замужестве Мюррей, англ. Murray; 24 июня 1917, Уэст-Норвуд, Большой Лондон — 4 сентября 1996, Хедингтон, Юго-Восточная Англия) — британский криптограф и математик, работавшая совместно с Аланом Тьюрингом над криптоанализом «Энигмы».

## Биография
Джоан Элизабет Лоузер Кларк родилась в 1917 году в Лондоне. У неё была сестра и трое братьев. Получила математическое образование в Ньюнэм-колледже в 1939 году. В июне 1940 года бывший научный руководитель Кларк Гордон Уэлчман нанял её на работу в Центр правительственной связи в Блетчли-парке. В это время сектор Hut 8 работал над дешифровкой нацистской шифровальной машины «Энигма». Вначале Кларк выполняла офисную работу, как и другие женщины. В дальнейшем она стала единственной женщиной-криптографом в команде и получала заметно меньшую оплату, нежели мужчины. 
Во время работы у Кларк сложились дружеские отношения с коллегой Аланом Тьюрингом. Тьюринг сделал ей предложение. Они заключили помолвку, однако вскоре после этого он признался Кларк в своей гомосексуальности. Летом 1941 года они по обоюдному согласию разорвали помолвку, однако оставались друзьями вплоть до смерти Тьюринга в 1954 году. В 1944 году Кларк стала заместителем начальника в Hut 8. Работа криптографов внесла заметный вклад в поражение нацистской Германии во Второй мировой войне.
В 1947 году Кларк была удостоена звания члена ордена Британской империи за её работу во время войны. В 1952 году она вышла замуж за ветерана войны Джона Мюррея. Вместе они переехали в Шотландию. Здесь Кларк опубликовала много работ по шотландской нумизматике. Супруги переехали в Челтнем в 1962 году, и Кларк вновь присоединилась к Центру правительственной связи, где работала вплоть до выхода на пенсию в возрасте 60 лет в 1977 году. Она овдовела в 1986 году. Джоан Кларк скончалась в 1996 году на 80-м году жизни.
Вклад Джоан Кларк в криптоанализ «Энигмы» был не оценён в течение многих лет. В 2014 году вышел фильм «Игра в имитацию» с Кирой Найтли в роли Кларк.